# Legends (Fernsehserie)
Legends ist eine US-amerikanische Krimiserie mit Hauptdarsteller  Sean Bean, die von 2014 bis 2015 von Fox 21 für den Sender TNT produziert wurde. Die Serie basiert auf dem englischen Buch Legends: A Novel of Dissimulation von Robert Littell. Die Erstausstrahlung erfolgte vom 13. August 2014 bis zum 28. Dezember 2015. Die deutsche Synchronfassung hatte am 13. April 2015 auf TNT Serie Premiere.

## Handlung
Die Serie handelt vom FBI-Agenten Martin Odum, der für die Deep Cover Operations Task Force des FBI arbeitet und die unglaublich gut entwickelte Fähigkeit besitzt, sich je nach Auftrag in eine andere Person zu verwandeln. Seine eigene Identität wird jedoch kompromittiert, als ihm ein mysteriöser Fremder nahelegt, dass er nicht der ist, der er zu sein glaubt.

## Produktion
| Hauptfigur        | Darsteller        | Auftritt | Deutscher Sprecher |
| ----------------- | ----------------- | -------- | ------------------ |
| Martin Odum       | Sean Bean         | St. 1–2  | Torsten Michaelis  |
| Nelson Gates      | Steve Harris      | St. 1–2  | Jan Odle           |
| Crystal McGuire   | Ali Larter        | St. 1    | Dascha Lehmann     |
| Tony Rice         | Morris Chestnut   | St. 1    | Sascha Rotermund   |
| Maggie Harris     | Tina Majorino     | St. 1    | Ilona Brokowski    |
| Sonya Odum        | Amber Valletta    | St. 1    | Solveig Duda       |
| Aiden Odum        | Mason Cook        | St. 1    | Cedric Eich        |
| Gabrielle Miskova | Winter Ave Zoli   | St. 2    | Damineh Hojat      |
| Ilyana Crawford   | Klára Issová      | St. 2    |                    |
| Kate Crawford     | Aisling Franciosi | St. 2    | Jodie Blank        |
| Nina Brenner      | Kelly Overton     | St. 2    | Dana Friedrich     |
| Terrence Graves   | Ralph Brown       | St. 2    |                    |

Zunächst gab das Produktionsstudio Fox 21 eine Pilotfolge in Auftrag. Das Drehbuch zur Pilotfolge schrieb Jeffrey Nachmanoff auf Grundlage des gleichnamigen Romans von Robert Littell. David Semel übernahm die Regie. Die erste Staffel der Serie umfasst zehn Folgen. Im Dezember 2014 wurde eine zweite Staffel mit zehn Episoden bestellt. Der Sender TNT hat die Serie nach zwei Staffeln im Dezember 2015 offiziell abgesetzt.
Die zweite Staffel ist in ihrer Erzählstruktur neu aufgestellt. Statt des stark „procedural“ genannten Erzählstils der ersten Staffel, also des Lösens einzelner Fälle pro Folge, erzählt die zweite Staffel „serial“, also mit einer die einzelnen Folgen überragenden horizontalen Erzählstruktur. Diese verläuft in der zweiten Staffel auf zwei Zeitebenen (Jetztzeit und 15 Jahre vorher). Damit wird die die Serie tragende Figur Martin Odum, gespielt von Sean Bean, intensiver, aber auch dunkler herausgearbeitet.
Die deutsche Synchronisation der Serie wurde von der FFS Film- & Fernseh-Synchron GmbH, Berlin angefertigt. Dialogbuch führte Dr. Änne Troester, Dialogregie Tobias Meister und Jan Odle.

## Episodenliste

### Staffel 1
| Nr. (ges.) | Nr. (St.) | Deutscher Titel        | Originaltitel         | Erstausstrahlung USA | Deutschsprachige Erstausstrahlung (D) | Regie           | Drehbuch                                                                                 | Quoten (USA) |
| ---------- | --------- | ---------------------- | --------------------- | -------------------- | ------------------------------------- | --------------- | ---------------------------------------------------------------------------------------- | ------------ |
| 1          | 1         | Die Miliz              | Pilot                 | 13. Aug. 2014        | 13. Apr. 2015                         | David Semel     | Mark Bomback & Jeffrey Nachmanoff Idee: Howard Gordon, Mark Bomback & Jeffrey Nachmanoff | 2,58 Mio.    |
| 2          | 2         | Nervengas              | Chemistry             | 20. Aug. 2014        | 20. Apr. 2015                         | Brad Turner     | David Wilcox, Ethan Reiff & Cyrus Voris                                                  | 1,73 Mio.    |
| 3          | 3         | Der Waffenhändler      | Lords of War          | 27. Aug. 2014        | 27. Apr. 2015                         | Brad Turner     | Josh Pate Idee: Josh Pate, Ethan Reiff & Cyrus Voris                                     | 1,76 Mio.    |
| 4          | 4         | Verrat                 | Betrayal              | 3. Sep. 2014         | 4. Mai 2015                           | Deran Sarafian  | Josh Pate & David Wilcox Idee: Josh Pate, David Wilcox, Ethan Reiff & Cyrus Voris        | 1,74 Mio.    |
| 5          | 5         | Im Alleingang          | Rogue                 | 10. Sep. 2014        | 11. Mai 2015                          | Karen Gaviola   | Andrew Wilder                                                                            | 1,44 Mio.    |
| 6          | 6         | Auf der Flucht         | Gauntlet              | 17. Sep. 2014        | 18. Mai 2015                          | Brad Turner     | Andrew Wilder                                                                            | 1,63 Mio.    |
| 7          | 7         | Der Anschlag           | Quicksand             | 24. Sep. 2014        | 25. Mai 2015                          | Terrence O’Hara | Josh Pate                                                                                | 1,46 Mio.    |
| 8          | 8         | Enttarnt               | Iconoclast            | 1. Okt. 2014         | 1. Juni 2015                          | John Behring    | Geoff Aull                                                                               | 1,06 Mio.    |
| 9          | 9         | Operation Raining Fire | Wilderness of Mirrors | 8. Okt. 2014         | 8. Juni 2015                          | Milan Cheylov   | Josh Pate                                                                                | 1,08 Mio.    |
| 10         | 10        | Identität              | Identity              | 8. Okt. 2014         | 15. Juni 2015                         | Brad Turner     | David Wilcox                                                                             | 0,88 Mio.    |

### Staffel 2
| Nr. (ges.) | Nr. (St.) | Deutscher Titel                         | Originaltitel                         | Erstausstrahlung USA | Deutschsprachige Erstausstrahlung (D) | Regie          | Drehbuch                    | Quoten (USA) |
| ---------- | --------- | --------------------------------------- | ------------------------------------- | -------------------- | ------------------------------------- | -------------- | --------------------------- | ------------ |
| 11         | 1         | Die Legende von Dmitry Petrovich        | The Legend of Dmitry Petrovich        | 2. Nov. 2015         | 17. Nov. 2015                         | Jamie Payne    | Ken Biller                  | 0,68 Mio.    |
| 12         | 2         | Die Legende von Kate Crawford           | The Legend of Kate Crawford           | 9. Nov. 2015         | 24. Nov. 2015                         | Jamie Payne    | Raf Green                   | 0,48 Mio.    |
| 13         | 3         | Die Legende von Curtis Ballard          | The Legend of Curtis Ballard          | 23. Nov. 2015        | 1. Dez. 2015                          | Alrick Riley   | Aaron Allen                 | 0,58 Mio.    |
| 14         | 4         | Die Legende von Ilyana Zakayeva         | The Legend of Ilyana Zakayeva         | 30. Nov. 2015        | 8. Dez. 2015                          | Alrick Riley   | Andrew Chapman              | 0,72 Mio.    |
| 15         | 5         | Die Legende von Terrence Graves         | The Legends of Terrence Graves        | 7. Dez. 2015         | 15. Dez. 2015                         | Jon Jones      | Matthew Newman              | 0,67 Mio.    |
| 16         | 6         | Die Legende von Tamir Zakayev           | The Legend of Tamir Zakayev           | 14. Dez. 2015        | 22. Dez. 2015                         | Jon Jones      | Chris Levinson              | 0,51 Mio.    |
| 17         | 7         | Die zweite Legende von Dmitry Petrovich | The Second Legend of Dmitry Petrovich | 21. Dez. 2015        | 29. Dez. 2015                         | Jeff T. Thomas | Raf Green                   | 0,82 Mio.    |
| 18         | 8         | Die Legende von Doku Zakayev            | The Legend of Doku Zakayev            | 28. Dez. 2015        | 5. Jan. 2016                          | Jeff T. Thomas | Aaron Allen                 | 0,52 Mio.    |
| 19         | 9         | Die Legende von Gabi Miskova            | The Legend of Gabi Miskova            | 28. Dez. 2015        | —                                     | Ken Biller     | Andrew Chapman & Raf Green  | 0,41 Mio.    |
| 20         | 10        | Die Legende von Alexei Volkov           | The Legend of Alexei Volkov           | 28. Dez. 2015        | —                                     | Ken Biller     | Matthew Newman & Ken Biller | 0,33 Mio.    |